# Pranas Domšaitis
Pranas Domšaitis, niem. Franz Domscheit (ur. 15 września 1880 w Cropiens w Prusach Wschodnich, zm. 14 listopada 1965 w Kapsztadzie) – litewski malarz ekspresjonista.

## Życiorys
Urodził się w rodzinie litewskich rolników na terenie Małej Litwy. Rysować zaczął w dzieciństwie. W latach 1907–1910 studiował w Akademii Sztuk Pięknych w Królewcu. Po jej ukończeniu doskonalił swoje umiejętności w Berlinie, Francji, Wielkiej Brytanii, Włoszech, Norwegii i Rosji.
Początkowo tworzył w zgodzie z nurtem impresjonizmu, później jego prace znalazły się pod wpływem ekspresjonizmu. Wystawiał swe dzieła razem z obrazami Maxa Liebermanna, Edvarda Muncha, Käthe Kollwitz, Otto Dixa i Lovis Corintha.
W latach 1919–1938 mieszkał w Niemczech. Wystawiał swoje prace w Galerii Narodowej w Berlinie oraz w Hamburgu, Królewcu, Lubece i Szczecinie, jak również poza granicami kraju: Austrii, Rumunii i Turcji.
Po dojściu do władzy nazistów jego sztuka znalazła się na cenzurowanym. W 1938 wraz z dziełami Emila Noldego, Ernesta Barlacha jego dzieła zaprezentowano na wystawie „sztuki zdegenerowanej” (niem. Entartete Kunst).
W 1938 zdecydował się na wyjazd do Austrii, gdzie przebywał do 1949, gdy wraz z żoną Adelheidą Armhold przeprowadził się do Kapsztadu. W ZPA (RPA) kontynuował twórczość malarską, wzbogacając ją o elementy kultury lokalnej.
Tworzył obrazy o tematyce obyczajowej (Bulves skuta, 1910) i religijnej (Bėgimas į Egiptą – Ucieczka do Egiptu, Apreiškimas, Nukryžiavimas – Ukrzyżowanie), jak również pejzaże (Lietuvos kaimo peizažas, 1918; Žvejų valtys, 1935; Austrijos peizažas, 1938; Kaimas Karoo, 1958), portrety (Autoportretas, 1930; Adelheid Armhold portretas, 1933), martwe natury
(Gėlės, 1937, 1960) czy kompozycje malarskie (Šokėjai, 1952, Trys moterys, 1955, Keturios figūros, 1961).
W latach 1989–2001 Fundacja Litwinów Amerykańskich przekazała Litewskiemu Muzeum Sztuki 528 prac Domšaitisa. 26 lipca 2001 w galerii obrazów w Kłajpedzie została otwarta stała ekspozycja dzieł malarza. W 2006 Fundacja Litwinów podarowała Muzeum kolejne 135 prac Domšaitisa.